# Christian Lejalé

## Biographie
Christian Lejalé est né d'une famille d'origine irlandaise. Il a d'abord travaillé comme photographe, puis comme réalisateur de documentaires à partir de 1983.
Il a publié plusieurs ouvrages, dont des romans et une biographie du chef cuisinier Olivier Roellinger.
Son long métrage, Loulou Graffiti, est sorti en 1992.

## Filmographie partielle
- 1984 : Monsieur Tendre (court métrage)
- 1990 : Boomerang (court métrage) - Prix du court métrage policier et noir au festival du film policier de Cognac
- 1992 : Loulou Graffiti
- 2000 : Un étonnant voyageur (court métrage)
- 2001 : Olivier Roellinger, le cuisinier corsaire
- 2006 : François Bourgeon, le passager du vent (court métrage)

## Publications
- Docker, Denoël, 1995 (prix des Lycéens de Marseille et prix René-Fallet)
- Les Abîmes, Denoël, 1997
- L'Éclipse rouge, Flammarion, 2002
- Trois étoiles de mer (avec Olivier Roellinger), Flammarion, 2008
- À l'encre de Chine - Livre 1, Imagine & Co, 2011
- À l'encre de Chine - Livre 2, Imagine & Co, 2012
- Roellinger, le cuisinier corsaire, Imagine & Co, 2013
- Un jeu dangereux, Imagine & Co, 2014
- Paris, 13 novembre 2015, Imagine & Co, 2016
- L'Empereur et l'Assassin, Imagine & Co, 2018